# توقيت بيرو
توقيت بيرو (PET) هو الوقت الرسمي في بيرو. إنه دائمًا متأخر 5 ساعات عن التوقيت العالمي (ت ع م-05:00). لدى بيرو منطقة زمنية واحدة فقط ولا يلتزم بالتوقيت الصيفي. خلال فصل الشتاء (الصيف في نصف الكرة الشمالي), يكون التوقيت البيروفي هو نفسه التوقيت المركزي لأمريكا الشمالية, بينما خلال فصل الصيف (الشتاء في نصف الكرة الشمالي) يكون أقرب إلى التوقيت الشرقي.

## قاعدة بيانات المنطقة الزمنية
في قاعدة بيانات المنطقة الزمنية, يوجد في بيرو المنطقة الزمنية التالية:
- America/Lima (PE)